# Walter Neumann-Silkow
Walter Neumann-Silkow   (Żelki, 10 d'abril de 1894 - Derna, 9 de desembre de 1941) va ser un general alemany durant la Segona Guerra Mundial que va comandar diverses divisions. Va rebre la Creu de Cavaller de la Creu de Ferro. Neumann-Silkow va morir de les ferides rebudes en campanya el 9 de desembre de 1941 en un hospital militar de la Líbia italiana. Va ser ascendit a Generalleutnant.

## Biografia
Nascut a Groß Silkow (actualment Żelki, Polònia, llavors Imperi Alemany) Neumann-Silkow es va unir al 10è Regiment de Dragons de l'Exèrcit Prussià l'1 de febrer de 1912 com a Fahnenjunker (aspirant a oficial) i va ser ascendit a tinent segon el 18 d'agost de 1913. Va servir com a oficial a la Primera Guerra Mundial
A la Reichswehr va ser ascendit a tinent coronel l'1 d'abril de 1936. El 10 d'agost de 1938 va esdevenir comandant del Batalló de reconeixement 7. L'1 de gener de 1939 va ser ascendit a coronel. El 29 de març de 1940 va rebre el comandament de la 8a Brigada de Fusellers, l'1 d'abril de 1941 va ser ascendit a general i el 21 d'abril de 1941 comandant de la 8a Divisió Panzer. Per les seves accions a la campanya de França va ser condecorat amb la Creu de Cavaller de la Creu de Ferro
Va rebre el comandament de la 15a Divisió Panzer el 26 de maig de 1941 destinada al nord d'Àfrica. Després de ser greument ferit al esclatar un obús al costat del seu vehicle de comandament, va ser ascendit a tinent general l'1 de desembre de 1941 Va morir per les seves ferides a l'Hospital Militar de Derna en 9 de desembre de 1941